# Pachytricha castanea
Pachytricha castanea is een keversoort uit de familie bladsprietkevers (Scarabaeidae). De wetenschappelijke naam van de soort is voor het eerst geldig gepubliceerd in 1841 door Hope.